# Slef nemzetközi repülőtér
A Slef nemzetközirepülőtér (IATA: CFK, ICAO: DAOI) Algéria egyik nemzetközi repülőtere, amely Chlef közelében található. 

## Futópályák
A repülőtér futópályái:
- 08/26 (2800 m, 45 m, aszfalt)
- 07/25 (1650 m, 30 m, aszfalt)

## Légitársaságok és úticélok
| Légitársaság        | Célállomások                                 |
| ------------------- | -------------------------------------------- |
| Air Algérie         | Algiers, Marseille, Párizs–Charles de Gaulle |
| ASL Airlines France | Szezonális: Párizs–Charles de Gaulle         |